# 約翰·麥克納滕·惠特克
約翰·麥克納滕·惠特克，FRS，FRSE，LLD（英語：John Macnaghten Whittaker，1905年3月7日—1984年1月29日），是一名英國數學家，1953年至1965年擔任雪菲爾大學副校長。

## 生平
惠特克在1905年3月7日出生於劍橋，是數學家埃德蒙·泰勒·惠特克和瑪麗·弗格森·麥克納赫頓·博伊德（Mary Ferguson Macnaghten Boyd，湯瑪斯·傑米森·博伊德的孫女）的兒子。
他在聖安德魯斯的聖薩爾瓦多學校與愛丁堡的費蒂斯公學接受教育，之後從15歲起在愛丁堡大學主修數學與物理，1924年獲得碩士學位。隨後他在劍橋大學三一學院學習了三年，1927年獲得第二個碩士學位。
惠特克於1927年開始其學術生涯，在愛丁堡大學擔任數學助理講師。1928年，他被選為愛丁堡皇家學會會員。他的推薦人是拉爾夫·艾倫·桑普森、查爾斯·巴克拉、查爾斯·高爾頓·達爾文和喬治·詹姆斯·李斯頓。
1929年，惠特克被授予博士學位（DSc），隨後在劍橋大學彭布羅克學院獲得獎學金，並於1933年成為利物浦大學的純粹數學教授。
第二次世界大戰期間，惠特克在皇家砲兵部隊服役，包括在1942/43年在埃及和突尼西亞為蒙哥馬利元帥的第八集團軍服務。1944/45年，他是陸軍委員會的科學顧問，並升至中校軍銜。
惠特克在戰後回到利物浦成為科學院長，然後在1953年搬到雪菲爾，擔任該大學的副校長一職。在他任職其間，大學從2,500名學生擴展至7,000名學生，需要任命許多新的教職員工並建造許多校舍。然而他也不得不監督英國大學的一個系——採礦系的首次關閉。他的職務涵蓋1955年大學的百年慶典，包括女王的訪問。他於1965年從此職位上退休，並被授予雪菲爾榮譽市民。
退休後，惠特克擴大了對藝術和考古學的其他興趣，收集水彩畫和波斯骨董。他在1984年1月29日逝世。

## 家庭
1933年，惠特克與伊歐娜·姆哈里·娜塔莉·埃利奧特（Iona Mhari Natalie Elliott）結婚，並育有兩個兒子。

## 工作與榮譽
惠特克有一些關於量子理論的早期論文（1926－28），但他的主要工作是關於複分析。他還在父親埃德蒙·泰勒·惠特克的基數函數理論方面取得了一些重大進展。1948年，他與伯基爾、錢德拉塞卡和海曼共同獲得亞當斯獎。1949年，惠特克被選為皇家學會院士，其父親已經擁有這一榮譽——他們是唯一同時擁有這一榮譽的親子。

## 著作
- . Cambridge University Press. 1935; vii+107 pp.[4] . New York: Stechert-Hafner. 1964.
- . Cairo: Fouad I University, Faculty of Science. 1943.
- . Paris: Gauthier-Villars. 1949.

## 延伸閱讀
- . mathshistory.st-andrews.ac.uk.   [2020-10-26]. （原始内容存档于2022-06-01）.

## 外部連結
- . Maths History.   [2020-10-26]. （原始内容存档于2022-05-31） （英语）.

| 學術機關職務     | 學術機關職務                    | 學術機關職務              |
| ---------------- | ------------------------------- | ------------------------- |
| 前任： 歐文·馬森 | 雪菲爾大學副校長 1953年－1965年 | 繼任： 亞瑟·羅伊·克拉帕姆 |